# حمض البيروغلوتاميك
حمض البيروغلوتاميك (ملاحظة 1) هو حمض عضوي ويمثل أحد مشتقات حمض الغلوتاميك، ولكنه لا يعد من الأحماض الأمينية الأساسية المشكلة للبروتينات.
اكتشف هذا المركب أول مرة سنة 1882 ويوجد بشكل طبيعي في عدد من الخضار والفاكهة.

## التحضير
يحضر هذا المركب الكيميائي من تفاعل تحلق الغلوتامين عبر التكثف ليتشكل اللاكتام الموافق.

تشكل حمض البيروغلوتاميك

## الاستخدامات
يسوق هذا المركب ضمن المكملات الغذائية على هيئة منشط للذهن.